# Kanggje
Kanggje (hangul: 강계시, Kanggje-si, handzsa: 江界市, RR: Kanggye-si, ’A folyó kanyarulatában fekvő város’) észak-koreai település, Csagang (Chagang) tartomány székhelye.

## Történelme
Területén Korjo idején, 1369-ben négy megyét hoztak létre: Csinbjon (진변; 鎭邊, Jinbyeon), Csinan (진안; 鎭安, Jinan), Csinszong (진성; 鎭成, Jinseong), és Csinnjong (진녕; 鎭寧, Jinnyeong). Ezeket 1401-ben egyesítették Szokcsu (석주; 石州, Seokju) néven. 1403-ban a terület felvette a Kanggje-bu (강계부; 江界府, Kanggye-bu), majd tíz év múlva, 1413-ban a Kanggje-dohobu (강계도호부; 江界都護府, Kanggye-dohobu) nevet. 1695-ben Phjongan (Pyeongan) tartomány része lett, 1896-ban, a tartomány kettéválasztásakor pedig Dél-Phjongan (Pyeongan) tartományhoz került.
1949-ben létrehozták Csagang (Chagang) tartományt, amelynek ekkor részévé vált. Ekkor Kanggje (Kanggye) megyei, 1952 decemberében pedig városi jogokat kapott.

## Földrajza
Északkeletről Csanggang (Changgang) megye, délkeletről Szonggan (Sŏnggan) megye, délnyugatról Üvon (Wiwŏn) megye, északnyugatról pedig Sidzsung (Sijung) megye határolja.
Területének 75,9%-át hegyi erdő borítja. Legmagasabb pontja az 1548 méter magas Minbong (민봉; 敏峰).

## Közigazgatása
Kanggje (Kanggye) város 34 tong (tong)ból és 2 faluból (ri (ri)) áll.
| - Kangszo-tong (강서동; 江西洞, Kangsŏ-tong) - Kojong-il-tong (고영일동; 古營一洞, Koyŏng-il-tong) - Kojong-i-tong (고영이동; 古營二洞, Koyŏng-i-tong) - Konggü-tong (공귀동; 公貴洞, Konggwi-tong) - Kongin-tong (공인동; 公仁洞, Kongin-tong) - Nammun-tong (남문동; 南門洞, Nammun-tong) - Namszan-tong (남산동; 南山洞, Namsan-tong) - Namcshon-tong (남천동; 南川洞, Namch'ŏn-tong) - Nerjong-tong (내룡동; 內龍洞, Naeryong-tong) - Teung-tong (대응동; 大應洞, Taeŭng-tong) - Tokszan-tong (독산동; 獨山洞, Toksan-tong) - Tongmun-tong (동문동; 東門洞, Tongmun-tong) - Tongbu-tong (동부동; 東部洞, Tongbu-tong) - Rodongdzsa-tong (로동자동; 勞動者洞, Rodongja-tong) - Rju-tong (류동; 柳洞, Ryu-tong) - Manszu-tong (만수동; 萬壽洞, Mansu-tong) - Pucshang-tong (부창동; 府倉洞, Puch'ang-tong) - Pungmun-tong (북문동; 北門洞, Pungmun-tong) | - Szoszan-tong (서산동; 西山洞, Sŏsan-tong) - Szokcso-tong (석조동; 石造洞, Sŏkcho-tong) - Szokhjon-tong (석현동; 石峴洞, Sŏkhyŏn-tong) - Szucshim-tong (수침동; 水砧洞, Such'im-tong) - Sinmun-tong (신문동; 新門洞, Sinmun-tong) - Jahak-tong (야학동; 野鶴洞, Yahak-tong) - Jonszok-tong (연석동; 煙石洞, Yŏnsŏk-tong) - Jondzsu-tong (연주동; 煙州洞, Yŏnju-tong) - Jonphung-tong (연풍동; 淵豊洞, Yŏnp'ung-tong) - Örjong-tong (외룡동; 外龍洞, Oeryong-tong) - Undzsong-tong (은정동; 恩情洞, Ŭnjŏng-tong) - Idzsin-tong (의진동; 義眞洞, Ŭijin-tong) - Csangdzsa-tong (장자동; 將子洞, Changja-tong) - Cshungszong-tong (충성동; 忠誠洞, Ch'ungsŏng-tong) - Hjangno-tong (향로동; 香爐洞, Hyangro-tong) - Hungdzsu-tong (흥주동; 興洲洞, Hŭngju-tong) - Tuhung-ri (두흥리; 斗興里, Tuhŭng-ri) - Sinhung-ri (신흥리; 新興里, Sinhŭng-ri) |

## Gazdasága
- Kanggje Fafeldolgozó Üzem
- Kanggje Ceruzagyár (강계연필공장)
- Kanggje Papírgyár (강계제지공장)
- Kanggje Borászat (강계포도술공장)
- Kanggje Textilgyár (강계방직공장)[6]

## Oktatás
A városban öt felsőoktatási intézmény található:
- Koreai Honvédelmi Főiskola (조선국방대학)
- Kanggje Gyógyszerészeti Egyetem (강계의과대학)
- Kanggje Mezőgazdasági és Erdészeti Egyetem (강계농림대학)
- Kanggje Ipari Egyetem (강계공업대학)
- Kanggje Tanárképző Egyetem (강계교육대학)[7]

## Egészségügy
A megye kb. 20 egészségügyi intézménnyel rendelkezik, köztük saját kórházzal.

## Közlekedés
Manpho felé (Manpho-vonal), Rangnim felé (Kanggje-vonal),
A megye vasúti összeköttetésben van 
- a Manpho vonal révén Manpho (Manp'o)-val, Hicshon (Hŭich'ŏn)-nal, Kecshon (Kaech'ŏn)-nal és Szuncshon (Sunch'ŏn)-nal.
- a Kanggje vonal révén Csanggang (Changgang) és Rangnim (Rangrim) megyékkel.

Közutakon is megközelíthető.